# Typhonium praetermissum
Typhonium praetermissum är en kallaväxtart som beskrevs av Alistair Hay. Typhonium praetermissum ingår i släktet Typhonium och familjen kallaväxter.
Artens utbredningsområde är Northern Territory, Australien. Inga underarter finns listade.